# Рікберт (король Східної Англії)
Рікберт (*Ricbyhrt, д/н —629/630) — король Східної Англії у 627—629/630 роках.

## Життєпис
Походив з династії Вуффінгів. Був сином Редвальда, короля Східної Англії та бретвальда. Після смерті батька у 624 році очолив поганську партію в Східній Англії. У 627 році після прийняттям християнства братом — Еорпвальдом, королем Східної Англії, очолив проти нього змову. Сучасники розглядали це як спротив поган християнізації держави. Втім причина полягала також у намаганні позбавитися залежності від королівства Нортумбрія та отримання Рікбертом корони.
Втім невдовзі Рікберг стикнувся зі спротивом знаті-християн, яких очолили Сігеберт та Егрік. Тому навіть деякі дослідники не вважають Рікберта за короля. Християнські хроністи не залишили про його панування майже жодних відомостей. У 629 або 630 році Рікберта було повалено, а королями стали Сігеберт і Егрік.